# 松井まさみち
松井 まさみち（まつい まさみち）は、日本の男性シンガーソングライター。岐阜県関市出身、新潟産業大学卒業。
所属レーベルはstudio suncheek（スタジオサンチーク）。身長184cm。
フォークトリオ三叉路 (ミュージシャン)のメンバー、楽曲のボーカル・作詞・作曲を担当。
2011年よりソロ活動開始。

## 三叉路としての活動
1999年
- 三叉路結成。

2002年
- 初テレビ出演。
- TOKYO MXTV「TOKYOBOY」音楽祭にて「テリー伊藤」に酷評される。

その後、同番組にて「リベンジバンド三叉路の挑戦」として1カ月密着番組が放送される。
2004年
- NHK「サマーソングバトル」参加も予選敗退。
- NHK「熱唱オンエアバトル」第1回放送にて1位オンエア。
- 音楽出版社 株式会社フリースタジオに所属

2005年
- NHK「熱唱オンエアバトル」4回出演（1位、2位、3位、1位オンエア）。
- NHK「熱唱オンエアバトル」第1回チャンピオン大会に進むも優勝を逃す。
- インディーズファーストアルバム『これから』リリース。

2006年
- NHK「熱唱オンエアバトル」1位オンエア。
- インディーズセカンドアルバム『336』リリース。
- NHK「熱唱オンエアバトル セミファイナルBブロック」1位オンエア。
- NHK「熱唱オンエアバトル」第2回チャンピオン大会優勝。
- NHK「爆笑オンエアバトル」エンディングテーマ曲『もっともっと』でメジャーデビュー。
- 東海ラジオにてレギュラー番組『336サロン』スタート。
- メジャーセカンドシングル『君がくれたもの』発売。

2007年
- NHK「みんなのうた」で『しあわせだいふく』がオンエア。

2008年
- メジャーサードシングル『しあわせだいふく』リリース。
- メジャーフルアルバム『三匹の音知』リリース。

2009年
- 所属プロダクションから独立。
- 結成10周年記念アルバム『Lif"e』発売。

2010年
- 母校、新潟産業大学の学園祭にてワンマンコンサート。
- スカイパーフェクトTV「TOKYO SKY WAVE」に三叉路レギュラー出演。

松井のコーナーにて、南こうせつ、堀内孝雄、杉田二郎、沢田知可子（出演順）と対談。
2011年
- 三叉路無期限活動休止。

## ソロとしての活動
2013年
- 「石川鷹彦」全面プロデュースによりソロデビューアルバム「道～trace～」リリース

吉田拓郎、かぐや姫、イルカ、長渕剛、森山直太朗らもレコーディングをした石川鷹彦の自宅スタジオで、制作期間2年をかけて作成。
- 3月9日、石川鷹彦と共に南青山マンダラにてレコ発ワンマンLIVE。

2016年
- レコード会社を新たに三叉路時代から8年ぶりにニューシングル『君がくれたもの～追憶～』をリリース。

石川鷹彦らが所属する草野球チーム「ギャンブラー」メンバーでもある。